# Kanton Ville-sur-Tourbe
Kanton Ville-sur-Tourbe (fr. Canton de Ville-sur-Tourbe) byl francouzský kanton v departementu Marne v regionu Champagne-Ardenne. Tvořilo ho 17 obcí. Zrušen byl po reformě kantonů 2014.

## Obce kantonu
- Berzieux
- Binarville
- Cernay-en-Dormois
- Fontaine-en-Dormois
- Gratreuil
- Malmy
- Massiges
- Minaucourt-le-Mesnil-lès-Hurlus
- Rouvroy-Ripont
- Saint-Thomas-en-Argonne
- Servon-Melzicourt
- Sommepy-Tahure
- Vienne-la-Ville
- Vienne-le-Château
- Ville-sur-Tourbe
- Virginy
- Wargemoulin-Hurlus